# Párizs, szeretlek!
A Párizs, szeretlek! (Paris, je t’aime) egy 2005-ben készült 35 mm-es, 1,85:1 képarányú, színes francia film.
2006. június 21-én mutatták be a cannes-i fesztivál Un certain regard szekciójában.

## Történet
A film 18 rövidfilmen át Párizs húsz kerülete közül tizennyolcban mutatja be a mulandó szerelmet. A rövidfilmek mindegyikét mások rendezték és mások játszanak bennük főszerepet. A 11. és 15. kerületnek szentelt rövidfilmeket is leforgatták, azonban a filmbe nem illesztették be a folytonosság megőrzése érdekében.

## Fejezetek

### 1. kerület (Tuileries)
- Rendezés: Joel és Ethan Coen
- Szereplők:
  - Julie Bataille: Julie
  - Steve Buscemi: a turista
  - Axel Kiener: Axel

Egy turista, aki a banknál, a metró közelében vár, és olvassa az útikalauzát, amiben leírják, hogy feltétlenül kerüljék el a metrót, és a mások szemébe nézését. A szembefekvő peronon meglát egy párt, akik éppen veszekednek. A férfi odakiált a turistának, aki nem igazán néz rá. A nő erre felizgatja magát, és átmegy a turistához, leül mellé és megcsókolja. Ezután a férfi megveri a turistát, majd a pár kibékül egymással.

### 2. kerület (Place des Victoires)
- Rendezés: Nobuhiro Suwa
- Szereplők:
  - Juliette Binoche: Suzanne (az anya)
  - Martin Combes: a kisfiú
  - Willem Dafoe: a cowboy
  - Hippolyte Girardot: az apa

A kisfia halála óta az anya depresszióba esett és lidérces álmok gyötrik. Egy éjszaka alvajár és elmegy a Place des Victoires-ra, ahol XIV. Lajos lovasszobra áll. Az éjszaka folyamán a szobor átváltozik egy lovas cowboyjá, és odamegy a nőhöz. (A kisfiú szerette a cowboyokat és az indiánokat, ezért is változott át a szobor cowboyjá.) Ő megajándékozta a hölgyet fia utolsó átölelésével. Így végleg el tudott búcsúzni szeretett gyermekétől. A férj megvigasztalta feleségét, majd boldogan visszament hozzá.

### 3. kerület (Quartier des Enfants Rouges)
- Rendezés: Olivier Assayas
- Szereplők:
  - Joana Preiss: Joana
  - Maggie Gyllenhaal: Liz
  - Lionel Dray :Ken

Egy amerikai színésznő (Maggie Gyllenhaal) beleszeret a dílerébe, aki hozza az utánpótlást és megadja neki a telefonszámát, hogy újra tudjanak találkozni. A lány később félrevonulva felhívja őt, hogy hozzon újabb adagot, így megint találkozhat vele. De amikor  kinyitja az ajtót neki, nem vele, hanem csak az egyik helyettesével találkozik. A helyettes átadta a díler üzenetét, hogy egy fontosabb vevő miatt nem tudott elmenni.

### 4. kerület (Le Marais)
- Rendezés: Gus Van Sant
- Szereplők:
  - Marianne Faithfull: Marianne
  - Elias McConnell: Elie
  - Gaspard Ulliel: Gaspard

Egy fiatal férfi és egy nő vevő jön a nyomdába, ahol egy képet szeretnének sokszorosítanak. Mialatt nyomtatnak, a nő elmegy, a fiatal fiú pedig misztikus dolgokat kezd el mesélni egy fiatal munkásfiúnak. A fiú megadja a munkásnak a telefonszámát, de ő nem válaszol. Amikor a vevők elmennek, a munkás magyarázza a főnökének angolul, hogy azokat a bonyolult szavakat, amiket a fiú használt, nem értette. Végül a munkásfiú meglátta, hogy otthagyták és utánuk rohant.

### 5. kerület (Quais de Seine)
- Rendezés: Gurinder Chadha
- Szereplők:
  - Cyril Descours: François
  - Leïla Bekhti: Zarka

Három fiatal srác ül a part szélén és az arrafelé járó fiatal lányoknak oda-oda szólogatnak. A közelükben egy fiatal muszlim lány ül csadorban és a hallottakon nevet. Amikor elindul, megbotlik egy kőben, és az egyik srác segít felállni neki, a lecsúszott csadorját pedig összeköti. A lány kérdezi a fiút, mért mondogatnak a lányoknak dolgokat, ha azok nem szeretik ezt hallgatni. A srác pedig megkérdezi tőle, mért hord csadort, annak ellenére, hogy ő nagyon szép. A lány elmegy a mecsethez, ahová a fiatal fiú követi. A lány visszamegy a fiúhoz, a nagyapjával együtt, majd elindulnak. A fiú ott marad, de a nagyapa barátságosan mondja, hogy tartson velük, a srác pedig örömmel igent mond.

### 6. kerület (Quartier Latin)
- Rendezés:  Fred Auburtin és Gérard Depardieu
- Forgatókönyv-író Gena Rowlands
- Szereplők:
  - Gérard Depardieu: a pincér
  - Ben Gazzara: Ben
  - Gena Rowlands: Gena

### 7. kerület (Eiffel-torony)
- Rendezés: Sylvain Chomet
- Szereplők:
  - Paul Putner: a pantomimművész férfi
  - Yolande Moreau: a pantomimművész nő

### 8. kerület (Quartier de la Madeleine)
- Rendezés: Vincenzo Natali
- Szereplők:
  - Elijah Wood: a járókelő
  - Olga Kurylenko: a vámpír
  - Wes Craven: a halott
- Zeneszerző: Michael Andrews

### 9. kerület (Pigalle)
- Rendezés: Richard LaGravenese
- Szereplők:
  - Bob Hoskins: Bob
  - Hippolyte Girardot: ismeretlen szerepben
  - Fanny Ardant: Fanny Forestier

Az idősödő házaspár egy fantáziát indít el egy prostituáltért, hogy megőrizze a kapcsolatuk szikráját.

### 10. kerület (Faubourg Saint-Denis)
- Rendezés: Tom Tykwer
- Szereplők:
  - Melchior Beslon: Thomas
  - Natalie Portman: Francine
- Zeneszerző: Reinhold Heil, Johnny Klimek és Tom Tykwer

### 11. kerület (nem került be a filmbe)
- Rendezés: Raphaël Nadjari
- Szereplők:
  - Julie Depardieu: ismeretlen szerepben
  - Jean-Michel Fête: ismeretlen szerepben

### 12. kerület (Bastille)
- Rendezés: Isabel Coixet
- Szereplők:
  - Javier Camara: az orvos
  - Sergio Castellitto: a férj
  - Miranda Richardson: a piros kabátos nő
  - Leonor Watling: a szerető

### 13. kerület  (Porte de Choisy)
- Rendezés: Christopher Doyle
- Szereplők:
  - Barbet Schroeder: Monsieur Henny
  - Li Hszin: Madame Li

### 14. kerület
- Rendezés: Alexander Payne
- Szereplők:
  - Margo Martindale: Carole

### 15. kerület (nem került be a filmbe)
- Rendezés: Christoffer Boe
- Szereplők:
  - Camille Japy: Anna
  - Eric Poulain: Viscont
  - Jonathan Zaccaï: Alain

### 16. kerület (Loin du 16e)
- Rendezés: Walter Salles és Daniela Thomas
- Szereplők:
  - Catalina Sandino Moreno: Ana

### 17. kerület (Parc Monceau)
- Rendezés: Alfonso Cuaron
- Szereplők:
  - Sara Martins: Sara
  - Nick Nolte: Vincent
  - Ludivine Sagnier: Claire

### 18. kerület (Montmartre)
- Rendezés: Bruno Podalydès
- Szereplők:
  - Bruno Podalydès: a sofőr
  - Florence Muller: a nő

### 19. kerület (Place des Fêtes)
- Rendezés: Oliver Schmitz
- Szereplők:
  - Seydou Boro: Hassan
  - Aïssa Maïga: Sophie

### 20. kerület (Père-Lachaise)
- Rendezés: Wes Craven
- Szereplők:
  - Emily Mortimer: Frances
  - Alexander Payne: Oscar Wilde
  - Rufus Sewell: William